# ISAGEN
ISAGEN est une société colombienne de production, de transport, d'exportation, d'importation, de distribution et de commercialisation d'électricité. La production se fait principalement via des centrales hydroélectriques.

## Centrales
| Centrale                               | Municipalité | Département | Capacité (MW) |
| -------------------------------------- | ------------ | ----------- | ------------- |
| Centrale hydroélectrique de San Carlos | San Carlos   | Antioquia   | 1 240         |
| Centrale hydroélectrique de la Miel    | Norcasia     | Caldas      | 396           |
| Centrale thermique de Termocentro      | Cimitarra    | Santander   | 300           |
| Centrale hydroélectrique de Jaguas     | San Rafael   | Antioquia   | 170           |
| Centrale hydroélectrique de Calderas   | Granada      | Antioquia   | 26            |